# غر كلاغ نشين (سبيدار)
غر کلاغ نشین (بالفارسية: گرکلاغ نشین) هي قرية تقع في إيران في قسم سبیدار الريفي. يقدر عدد سكانها بـ 324 نسمة بحسب إحصاء 2016.